# Длуголенский, Яков Ноевич
Я́ков Но́евич Длуголе́нский (18 октября 1936, Ленинград — 19 февраля 2019, Санкт-Петербург) — русский советский писатель, историк, краевед, детский писатель, шахматный аналитик, драматург. Лауреат Литературной премии имени Н. В. Гоголя (2006) и Анциферовской премии (2007). Лауреат Всероссийской литературной премии имени С. Я. Маршака (2013).

## Биография
Родился 18 октября 1936 года в Ленинграде. По окончании средней школы работал в Ленинградской области, в Осьминской районной газете «Новая жизнь». В 1955 году был призван на 3 года в Советскую армию. С 1958 года работал на заводе, одновременно учился на факультете журналистики Ленинградского государственного университета. По окончании учёбы, в 1960-е годы, работал в ленинградской детской газете «Ленинские искры».
Член Союза писателей СССР с 1968 года, член Союза писателей Санкт-Петербурга.
Первой публикацией Якова Длуголенского стали детские рассказы, напечатанные в 1962 году в журнале для пионеров «Костёр». В 1965 году он опубликовал первую книгу повестей для детей под названием «Возчик первого класса». По книге «Не потеряйте знамя» в 1968 году Новосибирской студией телевидения был снят фильм. Повесть «Приключение в дачном поезде» издавалась в Чехословакии и Польше, «Тик и Так» ― в Индии. Кроме прозаических работ для детей, Длуголенский написал ряд пьес для детских театров. Пьеса «А и Б» ставилась в шести ТЮЗах страны, пьеса «Как медведь был курицей» шла в 15 российских кукольных театрах, а также в Финляндии. Книга «О былых походах и сражениях» в 2013 году была удостоена Всероссийской литературной премии имени С. Я. Маршака.
Помимо произведений для детей, Длуголенский в 1960-е и 1970-е годы публиковал в журналах «Звезда» и «Нева» и «взрослую» прозу: рассказы «Колдун и мальчик», «Изобретение кампуса», «Исчезновение герцога Веллингтонского», «Ночью», «Каждый занят своим делом», «Большая игра», «Сервиз на сорок персон», «Тетраэдр», «Встреча», «Заповедное озеро». Все они вошли в изданное в издательстве «Советский писатель» книгу «Заповедное озеро».
Начиная со второй половины 1970-х годов, Яков Ноевич практически перестал писать прозу для детей и обратился к написанию исторических и познавательных книг: «Тик и Так» (1975), «О моряках и маяках» (1977). Особенно преуспел он в создании историко-документальных изданиях по истории Санкт-Петербурга. Эти книги («Военно-гражданская и полицейская власть Санкт-Петербурга», «Век Достоевского», «Век Анны и Елизаветы»), по свидетельству критиков, отличаются как глубиной исследования, так и точностью сообщаемой информации. Их варианты печатались в журналах «Звезда» (2000. № 1—12) и «Нева». Лучшей популярной исторической работой автора традиционно считается книга «Век Достоевского. Панорама столичной жизни». Серия «Былой Петербург», в которой она вышла, была основана в первой половине 1990-х годов и началась с исследования о пушкинском Санкт-Петербурге. Книга «Век Достоевского. Панорама столичной жизни» (СПб.: Издательство «Пушкинского фонда», 2005) была удостоена Анциферовской премии и Литературной премии имени Н. В. Гоголя.
Отдельной линией в творчестве Якова Длуголенского является отражающая его глубокое увлечение шахматной игрой серия книг, написанных и изданных в соавторстве с советским шахматным тренером Владимиром Григорьевичем Заком: «Я играю в шахматы» («Детская литература», 1980), «Люди и шахматы: Страницы шахматной истории Петербурга — Петрограда — Ленинграда» (Лениздат, 1988), «Отдать, чтобы найти!» («Детская литература», 1988).
Ушёл из жизни 19 февраля 2019 года. 

## Критика
Повести и рассказы Якова Длуголенского обращались к важнейшим вопросам не только современной жизни детей, но и их отношений со взрослыми: верности своему слову и своим идеалам, подлинному, а не парадно-казённому патриотизму (повесть «Не потеряйте знамя»). Отличительными чертами прозы Длуголенского для детей являются точность передачи детской психологии, динамичный сюжет, изящество стиля, добрый юмор и мягкая ирония. В 1967 году, в редакторской вводке к публикации повести «Не потеряйте знамя» в журнале «Детская литература» говорилось: «Стремительность повествования, пожалуй, та особенность, которой отличимы рассказы и повести Я. Длуголенского. Даже в самые драматические моменты автор не забывает о юморе. Он весело говорит с детьми о серьёзных вещах ― этот дар встречается не так уж часто».
Так трактует прозу для детей Якова Длуголенского критик В. И. Соловьёв: «Проза Якова Длуголенского ― стилевая, а это значит, что абзац, фраза, слово у него весомы и значительны. Поэтому все конфликты, проблемы, вопросы и тревоги выражены им не прямо, скрыто, тонко, никогда тема не „повисает“ над его прозой, а его проза не иллюстрирует тему ― они сосуществуют в подвижном равновесии стиля, приема, сюжета <…> Длуголенский душевную свою взволнованность воссоздает в прозрачных и утонченных стилистических формулах». (журнал «Детская литература», 1973, № 5).
В отчёте издания «Санкт-Петербургские ведомости» о церемонии присуждения Анциферовской премии в 2007 году отмечалось: «Примечательно, что Яков Длуголенский по профессии не гуманитарий, что может подать хороший пример другим исследователям» (Ратников Д. Краеведение в бронзе // СПб. ведомости. 10 декабря 2007. № 232).

## Книги
- Возчик первого класса: Повесть. Л., 1965
- Дыра, где жил слон: Рассказы. Л., 1966
- Не потеряйте знамя: Повесть. Л., 1968
- Никто не может без Димы: Рассказы. Л., 1968
- Жили-были солдаты: Рассказы. Л., 1969
- Поиски длиною в год: Документальная повесть / В соавторстве с Г. Петровым. Л., 1969
- Самый трудный пост. Л., 1970
- Две посылки для Васи: Рассказы. Л., 1972
- Два одинаковых велосипеда: Повести. Л., 1972
- Неизвестный в клеточку: Повесть. Л., 1973
- Приключение в дачном поезде: Повести и рассказы. Л., 1974
- Тик и так: Познавательные рассказы. Л., 1975
- А и Б: Пьеса. М., 1976
- Как медведь был курицей: Пьеса. М., 1977
- Коза с портфелем: Пьеса. М., 1977
- О моряках и маяках: Познавательные исторические рассказы. Л., 1977
- Заповедное озеро: Рассказы. Л., 1977
- Вова, кастрюлька и дедушка: Двенадцать рассказов о важном. Л., 1978
- Я играю в шахматы / В соавторстве с В. Заком. Л., 1980
- Были и небылицы дядюшки Джонатана : Легенды, сказки, забавные истории народов США в переводе и пересказе П. Длуголенской и Я. Длуголенского. Л., 1987
- Длуголенский Я. Н., Зак В. Г. Люди и шахматы: Страницы шахматной истории Петербурга – Петрограда – Ленинграда. — Л.: Лениздат, 1988. — 256 с. — 100 000 экз. — ISBN 5-289-00137-9.
- Военно-гражданская и полицейская власть Санкт-Петербурга.: Исторические документы. СПб., 2001
- Солдаты России: Исторические документы. СПб., 2001
- Век Достоевского. Панорама столичной жизни. Кн. 1. СПб., 2005; Кн. 2. СПб., 2007
- Век Анны и Елизаветы. Панорама столичной жизни. СПб., 2009.